# Златополско блато
Златополско блато (също Златополско езеро или езеро Мъртвицата) е блато, разположено на 10 km източно от Димитровград, южно от едноименното село в защитената местност „Злато поле“, покрай река Марица. Площта му е 0,62 км². То представлява изоставена „старица“ на Марица, като след корекция на течението ѝ завоят на реката се заблатява. Има форма на подкова, отворена на юг, с дължина 3,2 km и максимална ширина от 0,3 km.
Това е най-голямата влажна зона с естествен характер по поречието на река Марица, обявена за защитена през 2001 година. Площта ѝ е 84,8 ха. Повърхността на блатото е покрита с тръстика, бели водни лилии и бели тополи. Среща се и едно ендемично растение – българско подрумиче (Anthemis virescens). Установени са 80 вида птици, от които 24 са включени в Червената книга на България. От срещащите се видове 35 са от европейско природозащитно значение. Като световно застрашени в категория са включени 3 вида, а като застрашени в Европа 21 вида. Мястото осигурява подходящи местообитания за 28 вида, включени в приложение 2 на Закона за биологичното разнообразие, за които се изискват специални мерки за защита. От тях 26 са вписани също в приложение I на Директива 79/409 на ЕС. Мястото е едно от най-значимите в България и по поречието на река Марица като място за нощувка по време на зимуване на световно застрашения вид Малък корморан (Phalacrocorax pygmeus).
Районът е характерно гнездово местообитание за Късопръстия ястреб (Accipiter brevipes). Наличието на новосформираща се смесена чаплова колония на сива чапла (Ardea cinerea), малката бяла чапла (Egretta garzetta), гривеста чапла (Ardeola raloides), нощната чапла (Nycticorax nycticorax) определя нейната важност в национален мащаб. Стабилна гнездова популация има на видовете малък воден бик (Ixobrychus minutus) и малък гмурец (Tachybaptus ruficollis), периодично гнездене е установено на световно застрашения вид белоока потапница (Aythya nyroca). Популацията на сирийската чесновница (Pelobates siriacus) в региона е сред най-стабилните в страната.